# Gaj (Sępopol)
Gaj (deutsch Grünhof) ist ein Ort in der polnischen Woiwodschaft Ermland-Masuren. Er gehört zur Gmina Sępopol (Stadt- und Landgemeinde Schippenbeil) im Powiat Bartoszycki (Kreis Bartenstein).

## Geographische Lage
Gaj liegt in der nördlichen Mitte der Woiwodschaft Ermland-Masuren, elf Kilometer südwestlich der – heute in der russischen Oblast Kaliningrad gelegenen – einstigen Kreisstadt Gerdauen (russisch Schelesnodoroschny) und auch elf Kilometer nordöstlich der jetzigen Kreismetropole Bartoszyce (deutsch Bartenstein).

## Geschichte
Das Gründungsjahr von Grünhof ist nicht bekannt. Zu Beginn des 17. Jahrhunderts – so viel ist bekannt – erwarb Achatius von Kreytzen auf Peisten (polnisch Piasty Wielkie) Grünhof mitsamt Krug. Nach 1646 gelangte es in den Besitz von Wolf von Kreytzen auf Peisten und Sillginnen (polnisch Silginy). Bis ins 19. Jahrhundert blieb Grünhof in Beziehung zu Sillginnen. 1854 schließlich erbte Friedrich Graf von  Egloffstein das Rittergut Sillginnen und damit auch Grünhof. In den Folgejahren bis 1945 war Grünhof im Eigentum der Familie Sucker.
Als 1874 der Amtsbezirk Woninkeim (polnisch Wanikajmy) im ostpreußischen Kreis Gerdauen errichtet wurde, wurde Grünhof ein Teil desselben. Die Einwohnerzahl des Gutsbezirks Grünhof belief sich im Jahre 1910 auf 126.
Aufgrund des Einmarsches der Roten Armee in Ostpreußen machte sich der Treck des Guts Grünhof auf die Flucht. In Westpreußen wurde er noch von den Sowjets überrollt, die Flüchtlinge mussten wieder nach Hause zurückkehren.
In Kriegsfolge kam 1945 das gesamte südliche Ostpreußen zu Polen. Grünhof erhielt die polnische Namensform „Gaj“ und ist heute eine Ortschaft im Verbund der Stadt- und Landgemeinde Sępopol (Schippenbeil) im Powiat Bartoszycki (Kreis Bartenstein), von 1975 bis 1998 der Woiwodschaft Olsztyn, seither der Woiwodschaft Ermland-Masuren zugehörig.

## Kirche
Bis 1945 war Grünhof in die evangelische Kirche Laggarben (polnisch Garbno) in der Kirchenprovinz Ostpreußen der Kirche der Altpreußischen Union, außerdem in die römisch-katholische Kirche St. Bruno Insterburg (russisch Tschernjachowsk) im Bistum Ermland eingepfarrt.
Heute gehört Gaj katholischerseits zur Pfarrei Lwowiec (Löwenstein) im Erzbistum Ermland, evangelischerseits zur Kirche in Barciany (Barten), einer Filialkirche der Pfarrei Kętrzyn (Rastenburg) in der Diözese Masuren der Evangelisch-Augsburgischen Kirche in Polen.

## Verkehr
Gaj liegt an einer Nebenstraße, die von Melejdy (Mehleden) an der polnisch-russischen Staatsgrenze bis nach Smodajny (Schmodehnen) verläuft. Von Łoskajmy (Looskeim) führt eine Nebenstraße direkt nach Gaj.
Eine Bahnanbindung besteht nicht.